# Sân vận động TQL
Sân vận động TQL (tiếng Anh: TQL Stadium), trước đây có tên là Sân vận động West End trong quá trình xây dựng, là một sân vận động dành riêng cho bóng đá ở Cincinnati, Ohio. Đây là sân nhà của FC Cincinnati, một đội bóng thuộc Major League Soccer (MLS) trước đây từng tạm thời thi đấu tại Sân vận động Nippert. Sân vận động nằm ở khu phố West End, tại vị trí cũ của Sân vận động Stargel nằm trên đường Central Parkway tại Phố Wade. Một buổi lễ động thổ đã được tổ chức vào ngày 18 tháng 12 năm 2018, và sân vận động chính thức được khánh thành vào ngày 16 tháng 5 năm 2021. Sân vận động được xây dựng với chi phí khoảng 250 triệu đô la và có sức chứa 26.000 khán giả.
Sân vận động được đề xuất vào năm 2016, như một phần trong gói thầu của đội nhượng quyền mở rộng MLS và một danh sách các địa điểm đã được gửi cùng với giá thầu vào tháng 1 năm 2017. Một danh sách rút gọn gồm ba địa điểm, ở Oakley, West End và Newport, Kentucky, được công bố vào tháng 5 năm 2017. Địa điểm ở West End được chọn vào đầu năm 2018 và được phê duyệt vào tháng 4 trong một thỏa thuận trao đổi đất với Trường Công lập Cincinnati. Vào ngày 29 tháng 5 năm 2018, MLS thông báo rằng Cincinnati đã có được một đội mở rộng. Đội sẽ bắt đầu thi đấu vào năm 2019 tại Sân vận động Nippert và chuyển đến sân vận động mới sau khi hoàn thành vào năm 2021.